# 카투니스트

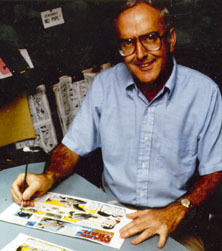
마크 트레일 코믹 스트립의 선데이 페이지에서 일하고 있는 카투니스트 잭 엘로드

카투니스트(cartoonist)는 카툰 (만화)(개별 이미지) 또는 만화(연속 이미지)를 그리고 쓰는 것을 전문으로 하는 시각 예술가이다. 카투니스트는 작업의 일부로 작품의 문학적 요소와 그래픽적 요소를 모두 제작한다는 점에서 만화 작가나 만화 일러스트레이터/아티스트와 다르다.
만화가는 소책자, 연재 만화, 만화책, 사설 만화, 그래픽 노블, 매뉴얼, 개그 만화, 스토리보드, 포스터, 셔츠, 책, 광고, 카드, 잡지, 신문, 웹툰, 비디오 게임 패키지 등 다양한 형식으로 작업할 수 있다.